# Marco Fúlvio Nobilior (cônsul em 189 a.C.)
Marco Fúlvio Nobilior (em latim: Marcus Fulvius Nobilior) foi um político da gente Fúlvia da República Romana eleito cônsul em 189 a.C. com Cneu Mânlio Vulsão. Era neto de Sérvio Fúlvio Petino Nobilior, cônsul em 255 a.C., e pai de Marco Fúlvio Nobilior, cônsul em 159 a.C., e Quinto Fúlvio Nobilior, cônsul em 153 a.C.. Caio Valério Levino, que era seu meio-irmão por parte de mão, o acompanhou na campanha pela Etólia e foi cônsul em 176 a.C..

## Primeiros anos
Nobilior foi  edil curul em 195 a.C. e pretor na Hispânia Ulterior em 193 a.C., onde permaneceu nos dois anos seguintes como procônsul lutando contra os povos que ainda resistiam à ocupação romana. Conseguiu uma vitória contra as forças reunidas de váceos, vetões e celtiberos, capturando vivo o seu rei, Hilerno, perto da cidade de Toleto (primeira vez que ela foi mencionada na história). No ano seguinte, em uma nova campanha, cercou Toleto e conseguiu capturá-la depois de repelir um exército vetão que tentava libertá-la. Quando voltou a Roma, em 191 a.C., foi-lhe concedida a honra de uma ovação.

### Consulado (189 a.C.)
Em 190 a.C., Marco Emílio Lépido, um rival de Nobilior, deixou a Sicília antes do final de seu mandato e sem pedir permissão ao Senado, correndo para Roma para concorrer na eleição consular. Esta pressa, contudo, praticamente acabou com suas chances de ser eleito, pois ele foi acusado pelo povo de abandonar sua província e suas responsabilidades para entreter suas ambições pessoais. Depois da votação, apenas Nobilior havia conseguido atingir a maioria requerida, o que significava que a outra posição ainda estava vaga. Porém, no dia seguinte, Nobilior cooptou o candidato que havia ficado em segundo, Cneu Mânlio Vulsão, como colega e os dois assumiram o consulado em 189 a.C. Lépido estava em terceiro entre os quatro candidatos, atrás de Mânlio, mas à frente de Marco Valério Messala. Esta humilhante derrota para a aristocrática família patrícia dos Lépidos, que provavelmente via o consulado como um direito de nascença, ajudou a aprofundar o ódio que provavelmente já existia entre ele e Nobilior.
Nobilior foi encarregado do comando da guerra contra a Liga Etólia, aliada de Antíoco III, do Império Selêucida, na Guerra romano-síria. Levou consigo para esta campanha o poeta Ênio, que queria testemunhar a sua glória. Já na Etólia, cercou a cidade de Ambrácia, que se rendeu, e proibiu que ela fosse saqueada depois de receber uma coroa de ouro de seus habitantes. Com esta ação, forçou os etólios e pedirem a paz, que lhes foi concedida em condições favoráveis; um pouco depois, a ilha de Cefalônia, excluída dos termos da paz, teve que submeter aos romanos. Nobilior permaneceu na Grécia como procônsul no ano seguinte e, quando regressou a Roma, em 187 a.C., celebrou um magnífico triunfo.
No ano seguinte, realizou os jogos prometidos durante a guerra por dez dias, o mais impressionantes até aquela data. Em Túsculo, cidade original dos Fúlvios, foi construída uma estátua em homenagem aos cônsules conquistadores da Etólia e Túsculo.
É importante destacar que, pela primeira vez, um general romano reclamou para honras antes reservadas apenas à República, como a coroa de ouro mencionada. Por esta razão, Fúlvio foi combatido frontalmente por Catão, o Velho, que o acusou de haver comprometido sua dignidade como general na captura de Ambrácia.

### Censor (179 a.C.)
Nobilior foi eleito censor em 179 a.C. com Marco Emílio Lépido, o pontífice máximo, com quem já havia tido dificuldades antes, mas se reconciliaram durante o mandato e exerceram seu mandato em harmonia. Em conjunto com Lépido, realizou diversas obras públicas em Roma, como praças, mercados, pórticos e um aqueduto. Restaurou o Templo de Hércules Musaro, no Circo Flamínio. Construiu uma das primeiras basílicas do Fórum, rapidamente batizada de Basílica Emília. Como entusiasta da cultura grega, trouxe para Roma muitas de suas obras-primas.
Pertencia ao grupo de nobres romanos que introduziram em Roma o gosto pela literatura e o refinamento gregos e patrocinou o poeta Ênio, que o acompanhou durante a campanha na Etólia. Por causa disso, ganhou a inimizade de Catão, o Velho, que o censurou por ter levado o poeta consigo e insinuou que Nobilior estaria corrompendo a antiga disciplina romana conferindo coroas militares aos soldados por razões triviais. Catão também fez troça com seu nome, chamando-o de "Mobilior" ao invés de "Nobilior".

## Obras
Escreveu uma obra chamada "De Fastis", que se perdeu, mas foi citada por Varrão, Censorino, Macróbio e Carísio.